# Восьма авеню
Восьма авеню (англ. Eighth Avenue) — головний проспект із півночі на південь на західній частині Мангеттена в Нью-Йорку, що забезпечує рух транспорту в північному напрямку нижче 59-ї вулиці. Це один із початкових проспектів Плану комісарів 1811 року про проходження Мангеттена, хоча на сьогодні її назва змінювалась двічі: на 59-й вулиці/Колумбус-Серкл вона стає західною частиною Центрального парку, де утворює західну межу Центрального парку і на північ від 110-ї вулиці/кільце Серкл Фредеріка Дугласа, яке відоме як бульвар Фредеріка Дугласа перед злиттям на Гарлем-Рівер-Драйв на північ від 155-ї вулиці.

## Галерея

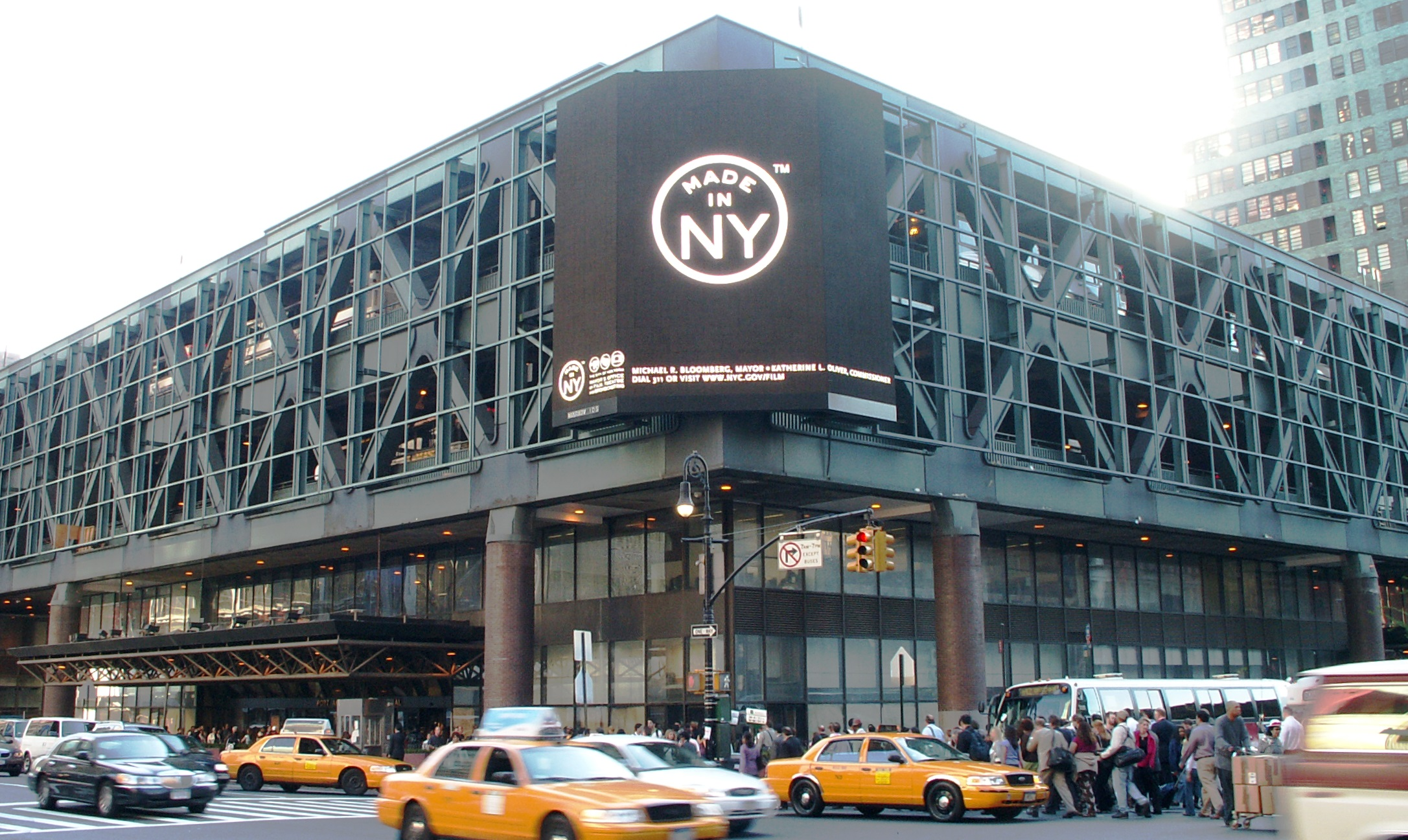
Північна будівля автобусного терміналу на заході 42-й вулиці
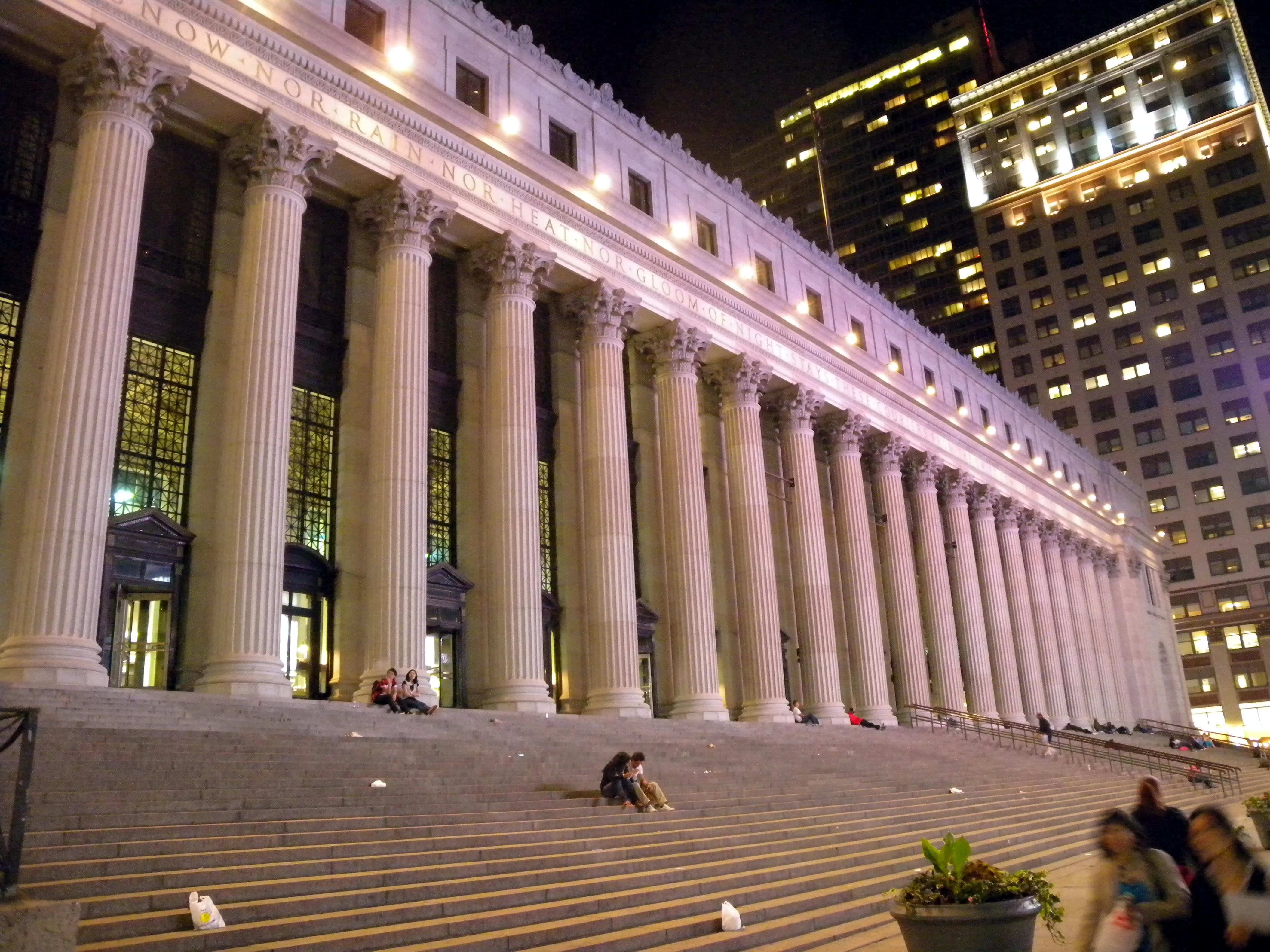
Поштове відділення Джеймса Фарлі, між Західною 31-ю та 33-ю вулицями, буде частково перетворено на заміну нинішньому Пенсильванському вокзалу
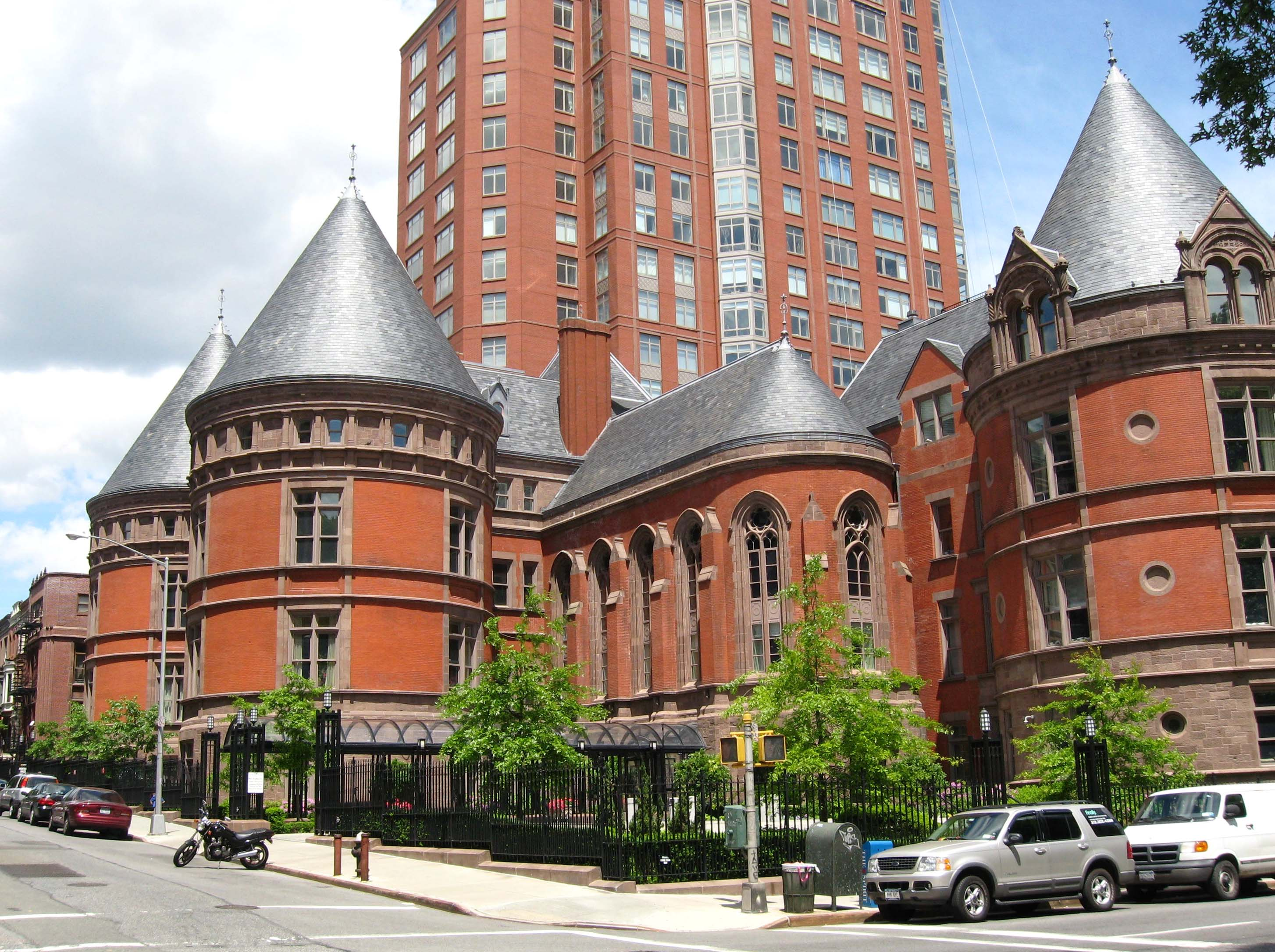
Оригінальний Нью-Йоркський онкологічний госпіталь[1] побудований між 1884 і 1886 роками, зараз розташований на 455 Центральный парк Вест и 106-та вулиця.
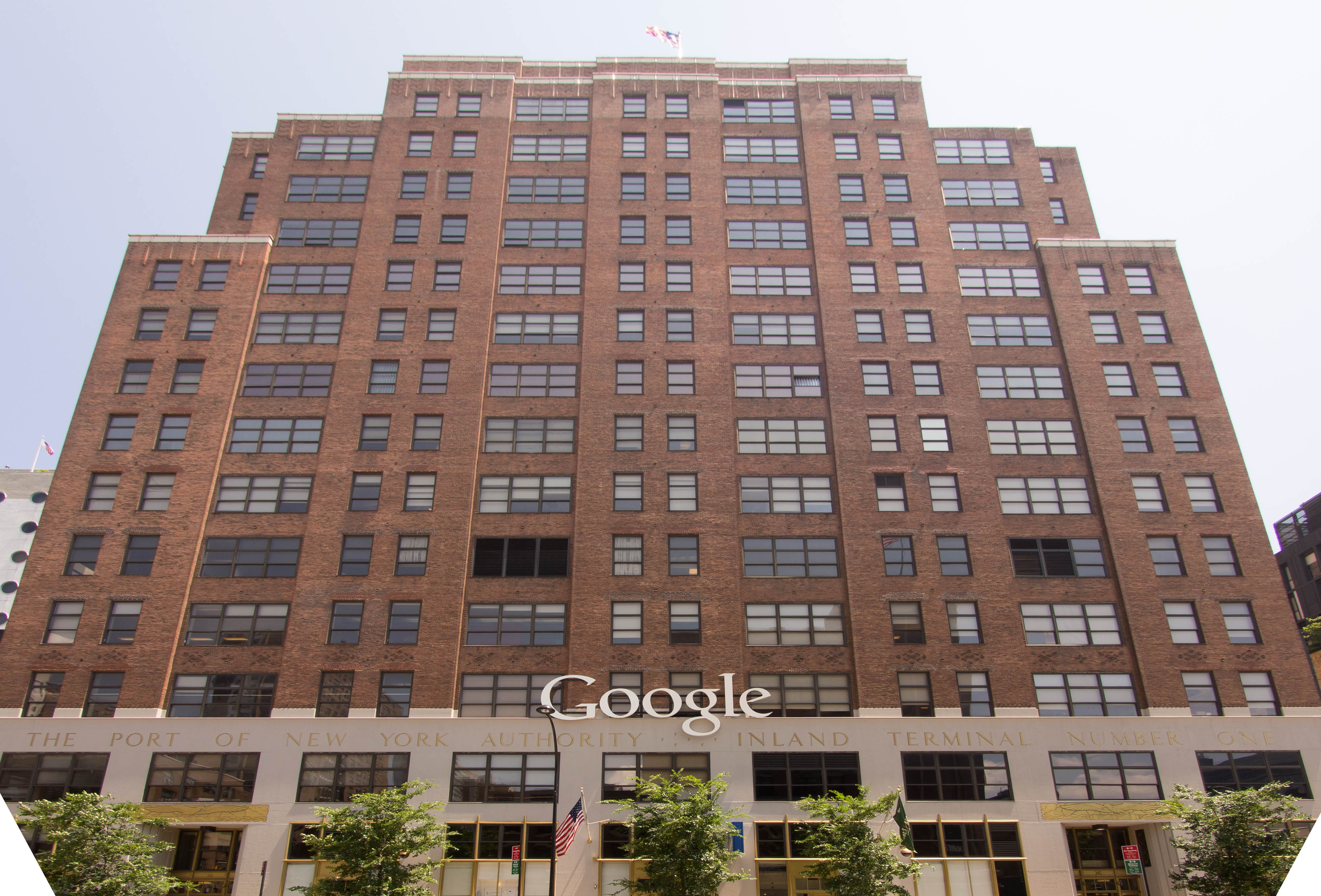
Колишній внутрішній вантажний термінал за адресою: Восьма авеню, 111, тепер будівля Google
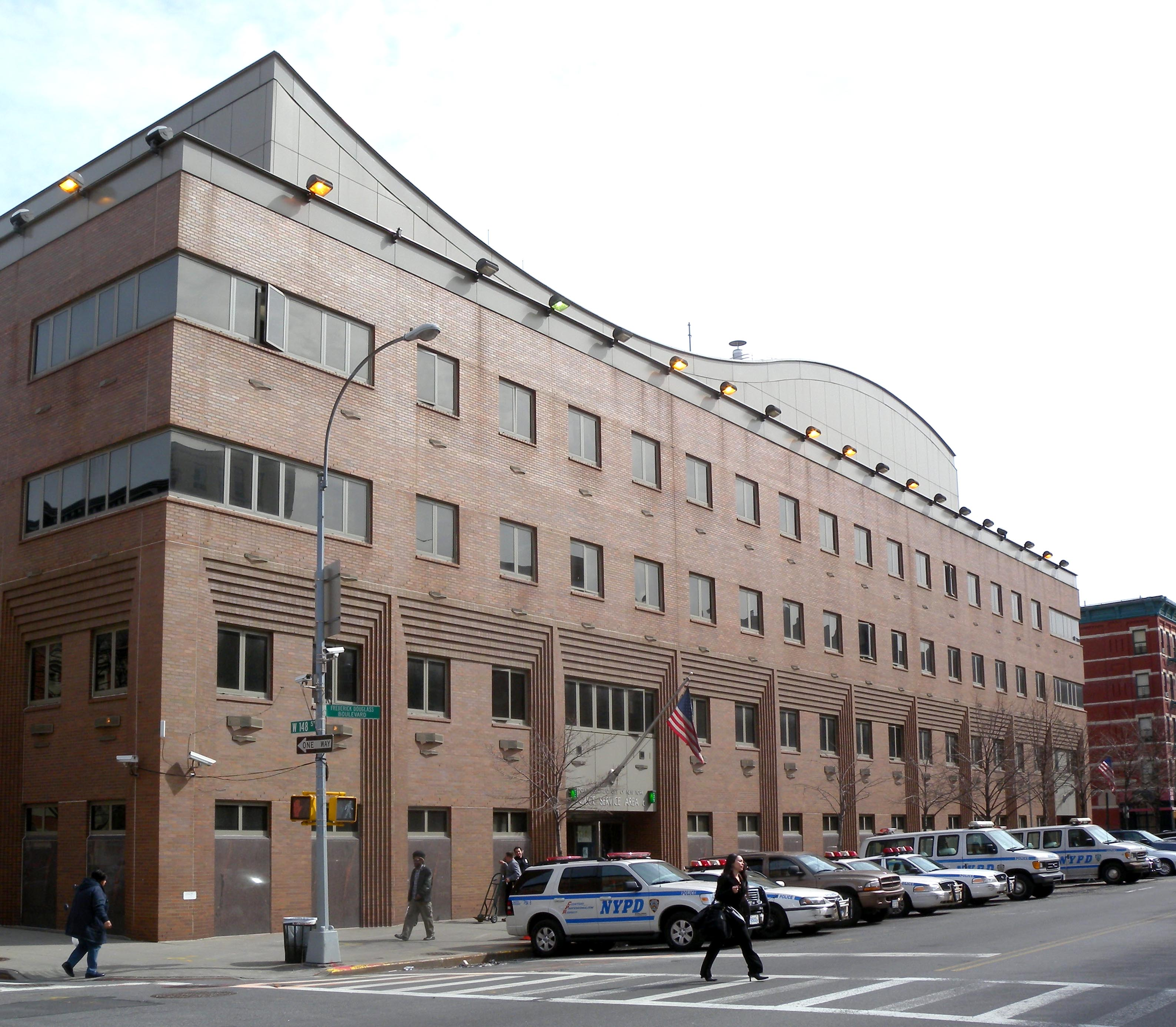
Поліцейський відділок на 148-й вулиці